# Адамстаун
А́дамстаун (англ. Adamstown) — единственное поселение на островах Питкэрн, названо в честь Джона Адамса. Население 54 человека (2023).

## География
Поселение находится на центральной северной части острова Питкэрн, омывается Тихим океаном и близок к заливу Баунти, единственному морскому порту острова.

## Обзор
Численность населения — 54 человек (2023). В 2020 году население составляет около 54 человек. Адамстаун считается самой маленькой столицей мира.
В Адамстауне есть адвентистская церковь, городская площадь, колокольня. Несмотря на отдалённость от остального мира, школа имеет компьютерный доступ, есть телевидение и телефонный доступ.

## Персоналии
- Флетчер Кристиан (1764—1793)
- Джон Адамс (1768—1829)
- Четверг Октябрь Кристиан (1790—1831)

## Судебное разбирательство об изнасиловании
30 сентября 2004 года семь человек, живущих на острове Питкэрн (в том числе Стив Кристиан, мэр), пошли под суд с 55 обвинениями, связанными с сексуальными преступлениями. 24 октября все, кроме одного из подсудимых, были признаны виновными по крайней мере в некоторых преступлениях, которые им инкриминировали.

## Галерея

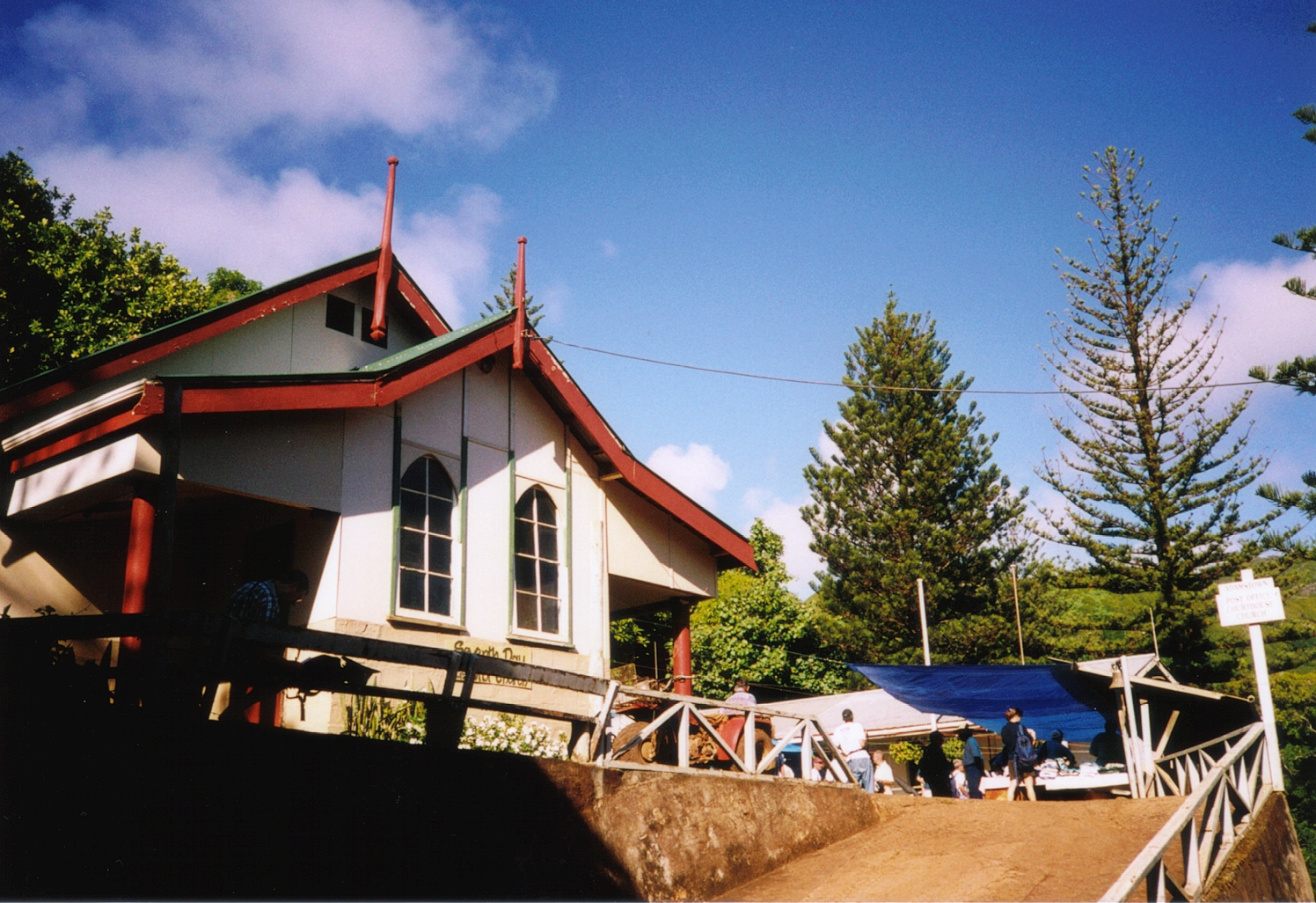
Церковь Адамстауна
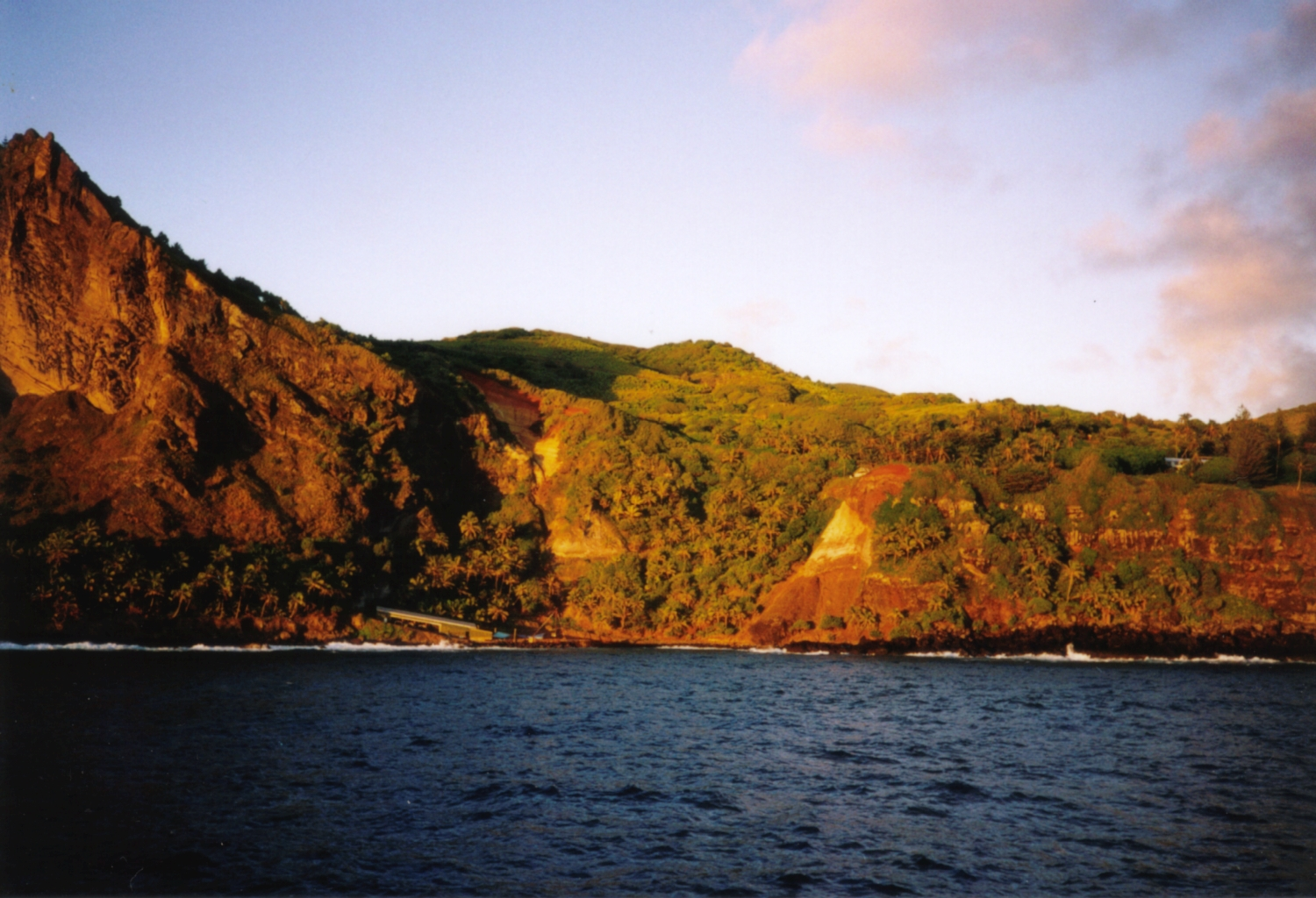
Залив Баунти
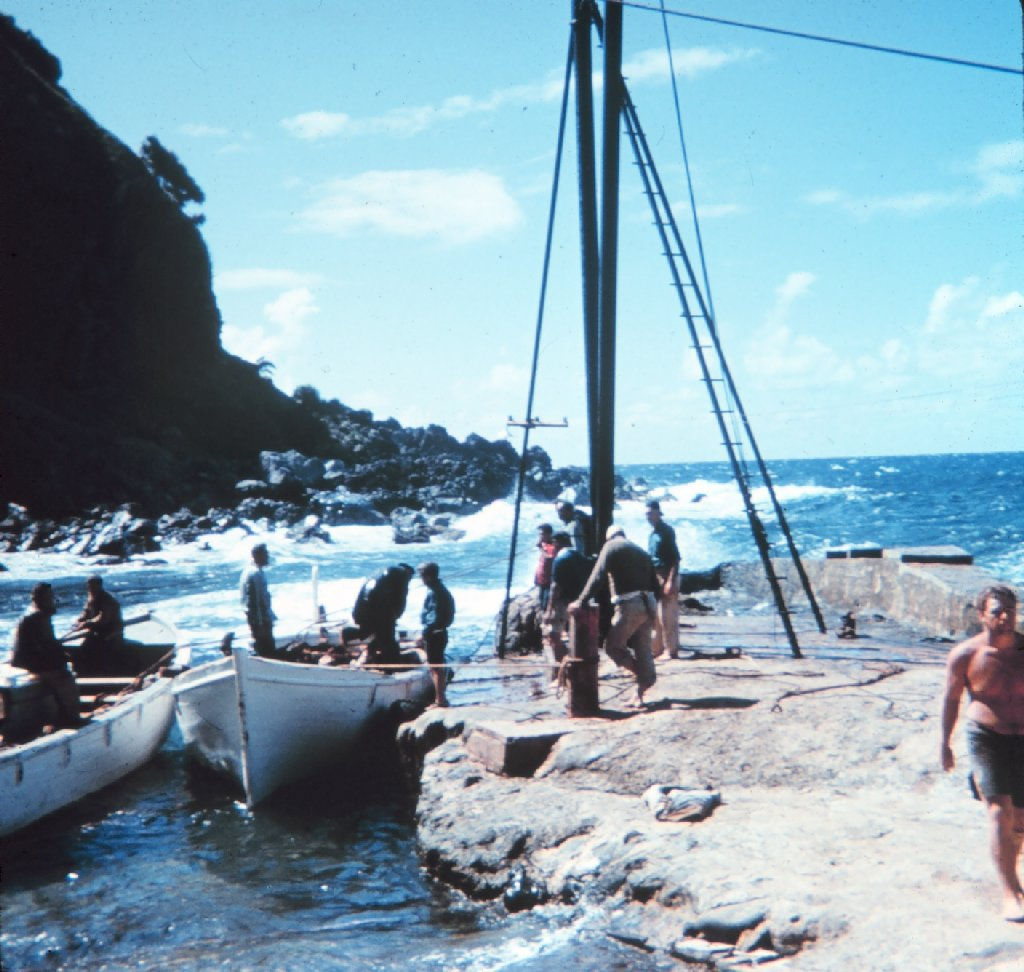
Геодезисты высаживаются на Питкэрн
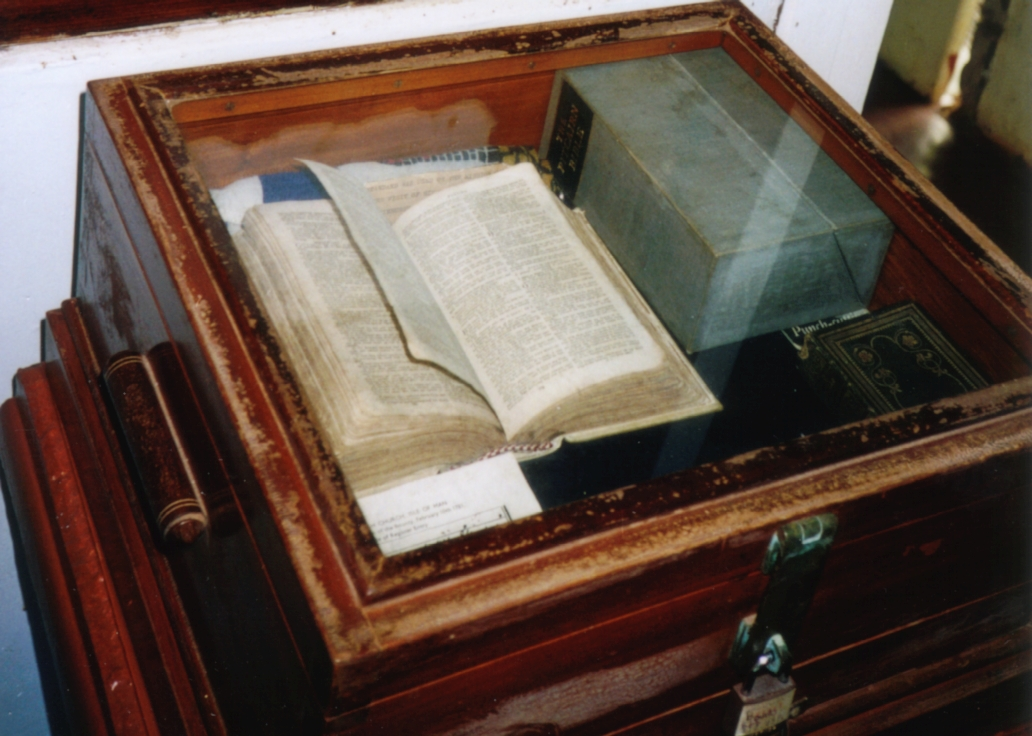
Библия «Баунти»